# مقاطعة فرانكلن (إلينوي)
مقاطعة فرانكلن (بالإنجليزية: Franklin County)‏ هي إحدى المقاطعات في ولاية إلينوي في الولايات المتحدة الأمريكية.